# Upplands runinskrifter 805
Upplands runinskrifter 805 (överst på bilden) är en försvunnen vikingatida runsten i Fröslunda kyrka, Fröslunda socken och Enköpings kommun. Äldre uppgifter gör gällande att stenen är inmurad i kyrkans södra gavel, emellertid är den dold under rappningen. Runstenens topp är avslagen och mellan fem och tio runor har gått förlorade på grund av detta. Stenens höjd är omkring 1,30 meter och dess bredd omkring 1 meter.
Av avbildningen i Johan Peringskiölds verk "Monumenta" att döma är U 805  inlagt i kyrkomuren precis intill runstensfragmentet U 806 (nederst på bilden).

## Inskriften
Translitterering av runraden:
[fulkir : lit : risa : st... --r : iel : bruþur : sin : auk : kunimar : eftir : menk : faþur : sin bunta : kuþan : matar : buki| |i uikby]
Normalisering till runsvenska:
Folkgæiʀʀ(?)/Folkgærðr(?)/Fylkiʀ(?) let ræisa st[æin æfti]ʀ iel, broður sinn, ok Gunnmarr æftiʀ menk, faður sinn, bonda goðan mataʀ. Byggi i Vikby(?).
Översättning till nusvenska:
Folkger(?) lät resa stenen efter ... , sin broder, och Gunnmar efter ..., sin fader, en gästfri man. Han bodde i Viggeby(?).